# NGC 3150
NGC 3150 é uma galáxia espiral (S?) localizada na direcção da constelação de Leo Minor. Possui uma declinação de +38° 39' 29" e uma ascensão recta de 10 horas, 13 minutos e 26,2 segundos.
A galáxia NGC 3150 foi descoberta em 1 de Fevereiro de 1886 por Guillaume Bigourdan.